# Steve Marriott
Stephen Peter Marriott (Londres, 30 de gener de 1947 - Essex, 20 d'abril de 1991) popularment conegut com a Steve Marriott va ser un reeixit cantautor i guitarrista. Va ser membre de Small Faces (1965-1969) i Humble Pie (1969-1975).
A la Gran Bretanya, Marriott va esdevenir una icona de la cultura Mod com el guitarrista de Small Faces la segona meitat dels anys 1960. Les seves primeres influències musicals inclouen a Buddy Holly, Booker T. & The M.g.'s, Ray Charles, Otis Redding, Muddy Waters, Bobby Bland i més tard els The Rolling Stones i els The Kinks. La revista Mullo el va nomenar com un dels 100 cantants més grans de tots els temps.
Amb Humble Pie va ser una icona del rock, elogiat per Keith Richards, David Gilmour, Gary Moore, Ozzy Osbourne, Kevin Dubrow i Paul Stanley.
El 1975, es llança com a solista encara que no arribaria gaire lluny i fins i tot va fer alguna audició per a reemplaçar a Mick Taylor als The Rolling Stones.
A començaments dels anys vuitanta reuneix una nova versió d'Humble Pie amb què arriba a gravar dos discos, però no van assolir gaire èxit.
En els seus últims anys, desil·lusionat de la indústria de la música, va donar l'esquena a les discogràfiques i es va mantenir en relativa foscor, tornant en les seves arrels i donant concerts a petits pubs i clubs de Londres i Essex.
Marriott va morir el 1991 quan un incendi, que pel que sembla va ser provocat per un cigarret va destruir la seva casa d'Arkesden, Essex.